# Dębiny (powiat przasnyski)
Dębiny – wieś w Polsce położona w województwie mazowieckim, w powiecie przasnyskim, w gminie Przasnysz. Wieś ma status sołectwa.
W okresie II Rzeczypospolitej i latach 1945–1975 miejscowość administracyjnie należała do województwa warszawskiego, a od 1975 do 1998 do województwa ostrołęckiego.
5 lutego 1862 urodził się tu kardynał Aleksander Kakowski.
Wierni kościoła rzymskokatolickiego należą do parafii św. Stanisława Biskupa w Świętym Miejscu.